# John Glen (homme politique)
Pour les articles homonymes, voir John Glen.
John Philip Glen, né le 1er avril 1974, est un homme politique britannique, membre du Parti conservateur et ancien consultant en gestion. 
Il est député de Salisbury dans le Wiltshire depuis les élections générales de 2010.
De 2017 à 2022, il est sous-secrétaire d'État parlementaire aux arts, au patrimoine et au tourisme au département du numérique, de la culture, des médias et des sports puis secrétaire économique du Trésor et ministre de la Ville. Il est Secrétaire en chef du Trésor du 25 octobre 2022 au 5 juillet 2024 dans le gouvernement Sunak

## Jeunesse et carrière
Glen est né à Bath le 1er avril 1974 et grandit dans une petite entreprise horticole familiale dans le Wiltshire rural. Il fait ses études à la King Edward's School, Bath, où il est préfet en chef et au Mansfield College, à Oxford, où il étudie l'Histoire Moderne et est élu Président du Mansfield College JCR.
Après avoir obtenu son diplôme d'Oxford, Glen travaille pour deux ministres du Parti conservateur en 1996–1997. Il aide à la campagne infructueuse du candidat du Parti conservateur, Michael Bates, dans la circonscription de Middlesbrough South et East Cleveland aux élections générales de 1997. À la suite de l'élection d'un gouvernement travailliste en 1997, il rejoint le département Stratégie d'Accenture, un grand cabinet de conseil en management. Pendant ce temps, il travaille sur des projets pour Glaxo Wellcome, BP et la poste. En 2000, Glen travaille pour William Hague, alors chef du Parti conservateur. Dans son rôle de chef de la section politique du département de recherche conservateur, il aide à préparer Hague pour l'heure des questions du Premier ministre et informe le cabinet fantôme des apparitions dans les médias.
Glen est l'un des plus jeunes candidats aux élections générales de 2001, lorsqu'il se présente sans succès à Plymouth Devonport comme candidat conservateur. Il arrive deuxième, obtenant 27,1% des voix et un swing de 2,9%. Après l'élection, il fait un MBA au Fitzwilliam College, Cambridge et travaille dans les industries du pétrole et du gaz au Royaume-Uni et aux États-Unis.
Au début de 2004, il retourne au Parti conservateur pour travailler comme directeur adjoint du Département de la recherche conservatrice à l'approche des élections générales de 2005. Il est ensuite directeur du département et met en place le secrétariat de l'examen des politiques publiques établi après que David Cameron soit devenu chef du parti. Il revient aux affaires en 2006, gérant les relations de son entreprise avec le Forum économique mondial. Il devient magistrat à Horseferry Road, Westminster en 2006.

## Carrière parlementaire
Glen est élu député de Salisbury aux élections générales de 2010, un siège conservateur sûr, où il augmente le score conservateur par rapport à 2005.
Lors du remaniement de septembre 2012, il est nommé secrétaire parlementaire privé d'Eric Pickles, secrétaire d'État aux Communautés et aux Gouvernements locaux. Il est remplacé par Henry Smith en mai 2015.
Le 31 janvier 2013, Glen publie un article intitulé «Compléter la réforme, libérer les universités» en tant que membre du groupe de députés sur la libre entreprise. Le document préconise d'encourager les universités à constituer des dotations, qui pourraient alors remplacer les revenus des subventions; les réformes du plafond des frais de scolarité vers le «coût total des cours» au lieu de plafonds annuels, et autorisant des écarts de frais par groupe de matières; des changements dans la manière dont le financement de la recherche est alloué; et des économies administratives par les conseils de recherche et le bureau de l'accès équitable. Il écrit un éditorial pour le Daily Telegraph sur les politiques préconisées dans le journal, intitulé «Les frais de scolarité ne peuvent pas être la dernière réforme du financement des universités».
En 2014, il siège au Downing Street Policy Board chargé des affaires constitutionnelles. En 2015, il obtient une maîtrise en sécurité internationale et stratégie, avec distinction, au King's College de Londres par le biais du Royal College of Defence Studies.
Il conserve son siège aux élections de 2015 avec 55,6% des voix - une augmentation de 6,4% par rapport à 2010. Par la suite, Glen est nommé Secrétaire parlementaire privé du Secrétaire d'État aux Affaires, à l'Énergie et à la Stratégie industrielle Sajid Javid.
Bien qu'il se décrive comme un eurosceptique, Glen soutient, de manière réticente, le maintien du Royaume-Uni dans l'UE avant le référendum de 2016, car il ne pensait pas que le moment était venu pour le Royaume-Uni de quitter l'Union européenne,. Il vote ensuite pour déclencher l'article 50.
À la suite de la nomination de Theresa May au poste de Premier ministre en juillet 2016, Glen est nommé PPS du chancelier de l'Échiquier Philip Hammond. À la suite des élections de 2017, Glen est nommé sous-secrétaire d'État parlementaire aux arts, au patrimoine et au tourisme.
Lors de l'élection à la direction du Parti conservateur de Juillet-Septembre 2022, il a soutenu Rishi Sunak. 
Il devient Secrétaire en chef du Trésor le 25 octobre 2022 dans le gouvernement Sunak.
À la Chambre des communes, il siège au comité du travail et des pensions, au comité de la défense et aux comités sur le contrôle des exportations d'armes (anciennement comité quadripartite).
Tim Montgomerie, ancien chroniqueur du Times et rédacteur en chef de ConservativeHome, décrit John Glen comme un «conservateur à spectre complet» - c'est-à-dire un eurosceptique et favorable à une faible fiscalité, mais également préoccupé par les questions sociales et l'environnement.
Le 5 février 2013, il vote contre le mariage des couples de même sexe en raison de ses croyances chrétiennes. Cette décision est condamnée par Nicholas Holtam, l'évêque de Salisbury à l'époque Il est administrateur et président de la Conservative Christian Fellowship.
John est marié à Emma et il a deux beaux-enfants: William et Emily.